# Phare d'Elbow of Cross Ledge

Le phare de Elbow of Cross Ledge (en anglais : Elbow of Cross Ledge Light) était un phare offshore à caisson situé sur le côté nord du chenal de navigation de la baie de la Delaware, à l'est de Egg Island Point dans le comté de Cumberland, New Jersey. Il a été détruit par une collision de navires en 1953 et remplacé par une tour à claire-voie sur la même fondation.

## Historique
Ce phare a été construit en 1910 pour remplacer le phare de Cross Ledge, qui se trouvait quelque peu au sud-est. Le haut-fond de Cross Ledge crée un léger virage dans le chenal du navire et il fut estimé qu'une lumière sur ce coude serait plus utile que la lumière plus ancienne, qui se tenait à une certaine distance de ce danger.
La construction de la nouvelle lumière a été considérablement retardée depuis la première affectation du Congrès en 1904. La publicité pour les offres a dû être répétée car il n'y avait pas de soumissions au premier tour. De plus, la mise en place et l'achèvement du caisson ont été interrompus par une violente tempête en septembre 1907 qui a noyé un travailleur et a mis le chaland à la dérive avec un inspecteur qui n'a pas été localisé et secouru pendant deux jours. Le phare ne fut mis en service qu'en février 1910.
Ce phare était très exposé et, une histoire dans le Philadelphia Bulletin (en) du 19 décembre 1954 a rappelé que les gardiens dormaient dans des gilets de sauvetage de peur d'avoir à abandonner la station si elle était frappée. Cette précaution s'est avérée inutile, mais seulement parce qu'une tempête en novembre 1951 avaient entraîné des dommages suffisamment graves pour que la lumière soit automatisée et contrôlée par les gardiens du phare de Miah Maull Shoal au sud. Le 20 octobre 1953, cependant, un navire de la Isthmian Steamship Company (en) , naviguant dans un épais brouillard et sans radar opérationnel, a heurté le phare, faisant tomber la majeure partie de la maison dans la baie. La garde côtière a enlevé l'épave et a érigé une tour à claire-voie en acier sur l'ancienne fondation. Cette balise automatique est toujours en service depuis.

## Description
Le phare actuel est une tour métallique à claire-voie posée sur le caisson d'origine de 14 m de haut, portant une balise automatique. 
Son feu isophase  émet, à une hauteur focale de 18 m, une lumière blanche durant trois secondes par période de 6 secondes. Sa portée n'est pas connue. Il est équipé d'une cloche de brouillard émettant deux souffles toutes les 20 secondes.

## Caractéristiques dufeu maritime
Fréquence : 6 secondes (W)
- Lumière : 3 secondes
- Obscurité : 3 secondes

Identifiant : ARLHS : USA-270 ; USCG : 2-1600 ; Admiralty : J1270  .

### Lien connexe
- Liste des phares du New Jersey